# Microrregión de Paracatu
La microrregión de Paracatu es una de las microrregiones del estado brasileño de Minas Gerais perteneciente a la mesorregión Noroeste de Minas. Su población fue estimada en 2010 por el IBGE en 217.586 habitantes y está dividida en diez municipios. Posee un área total de 34.997,251 km².

## Municipios
- Brasilândia de Minas
- Guarda-Mor
- João Pinheiro
- Lagamar
- Lagoa Grande
- Paracatu
- Presidente Olegário
- São Gonçalo do Abaeté
- Varjão de Minas
- Vazante

- Datos: Q1921881